# Charles Lavy

Charles Lavy (1905)

Christopher Hughes Edward Charles Lavy (* 16. August 1842 in Hamburg; † 10. Mai 1928 ebenda) war ein Hamburger Kaufmann, Industrieller und Politiker.

## Leben
Lavy war Inhaber der Firma Charles Lavy & Co. Um 1900 soll die Firma, die im Im- und Exporthandel tätig war, sowie selbst als Hersteller von Oberbekleidung und Regenschirmen in Erscheinung trat, 500 Angestellte gehabt haben.  Von 1882 bis 1910 gehörte Lavy der Hamburgischen Bürgerschaft an, er war Mitglied der Fraktion Linkes Zentrum.
Er war Mitglied der Finanzdeputation, früher Mitglied der Militärersatzkommission, der Deputation für indirekte Steuern und Abgaben gehörte Lavy 1881 an. Er wirkte auch als Handelsrichter, war Mitglied der Deputation für das Beleuchtungswesen sowie der Steuerschätzkommission für Expropriationen.

## Fall Lavy
Bei den Krawallen im Januar 1906 aufgrund des Wahlrechtsraubs wurde ein Sohn Lavys von der Polizei verprügelt, dies führte zu einem Skandal. Polizeimajor Diestfeld bestätigte seinen Beamten, dass sie richtig gehandelt hätten. […] Diestfeld sagte […] aus: „Herr Lavy hat sich in Gefahr begeben, meine Beamten waren beim Aufräumen und da wurde er mit aufgeräumt“.

## Familie
Edward bzw. Eduard Otto Charles Lavy, war der Vater von Lavy, daher wird Lavy auch als Charles Lavy junior bezeichnet. Charles Robert Ashbee war ein Neffe von Lavy.

## Quelle
Mitgliederverzeichnis der Hamburgischen Bürgerschaft 1859 bis 1959 – Kurzbiographien. Zusammengestellt und bearbeitet von Franz Th. Mönckeberg. Gebundenes Schreibmaschinenmanuskript; Nr. 947